# Triaspis
Triaspis é um género botânico pertencente à família Malpighiaceae.

## Espécies
| - Triaspis dumeticola Launert - Triaspis emarginata De Wild. - Triaspis erlangeri Engl. - Triaspis glaucophylla Engl. - Triaspis hypericoides (DC.) Burch. - Triaspis lateriflora Oliv. - Triaspis letestuana Launert - Triaspis macropteron Welw. ex Oliv. | - Triaspis mooreana Exell & Mendonça - Triaspis mozambica A.Juss. - Triaspis niedenzuiana Engl. - Triaspis odorata (Willd.) A.Juss. - Triaspis sapinii De Wild. - Triaspis stipulata Oliv. - Triaspis suffulta Launert |

1. ↑  «Triaspis — World Flora Online». www.worldfloraonline.org. Consultado em 19 de agosto de 2020